# Teresa Buelloni
Teresa Buelloni   (Màntua, 27 de maig de 1902 - Màntua, 22 de juny de 1989) fou una poetessa llombarda.

## Biografia
Teresa Buelloni va nàixer a Màntua el 27 de maig de 1902. Quedà òrfena de pare i amb huit anys ingressà a un orfenat, anomenat Istituto delle Piccole Derelitte di Mantova, on hi visqué fins que tingué quinze anys al 1917, quan també morí la seua mare.
Manifestà talent per a la composició poètica en llombard i en toscà.
En el 1929 ix a la llum Il canzoniere mantovano, el seu primer llibre de poesia en llombard mantovà, precedit d'una composició poètica de Francesco Campogalliani.

Al llarg de la seua vida va escriure diverses col·leccions. Escriptors i artistes locals col·laboraren amb ella en la il·lustració dels seus llibres.
 Nella mia povertà, solo ricca di immagini, di ricordi, ho trovato sempre una forza superiore alle mie risorse fisiche, per superare le più dure vicende...: io fragile legno senza timone, senza vele, alla mercé di burrascosi marosi, fra scogli, tenebre e lievi schiarite.
Teresa Buelloni, Canti d'una vita, Prefazione dell'autrice, p.7)
Per problemes de salut passà estades prolongades a hospitals i a Pie Case.
Visqué a Roncoferraro i el 15 de novembre de 1971 es traslladà al geriàtric de la seua ciutat natal on hi residí fins que morí, el 22 de juny de 1989.

## Poesia

### Temàtica
"Entre les rimes l'autora, amb veu sovint nostàlgica i trista, a voltes enginyosa, mos parla de la pròpia vida, dels propis estimats records familiars, tan més cars ja que es viuen massa breument per a no prendre tons de serenor elegant i encantada. Però aviat la seua veu tindrà un ressò més ampli, que esdevindria la Màntua mateixa. No és, però, la Màntua dels Gonzaga i dels Canossa de què parla, però aquella de plaça Virgili, per exemple, dels barris més pobres." (F. Fiorio)
"Formalment les seues composicions són microrelats en què Buelloni ens mostra una manera de veure la vida plena de moments patètics. […] La vida és una vel i la poesia és el seu brodat. Amb estos versos, Teresa Buelloni mos lliura una obra impregnada d’este món provincial, serè i monòton, habitual i de vegades xafarder, que mos envolta i que, però, encara no ha perdut eixe encant antic que sembla ser la dimensió més autèntica de la vida."(Marco Mantovani)

### El dialecte
El 1997, l'editorial "Tre Lune", que presenta la reedició de la col·lecció La me musa la torna, publicada el 1937, defineix Teresa Buelloni: "l'única presència femenina que ha creat un espai de prestigi al món de la poesia dialectal mantuana; de fet, va ser una de les veus més personals i exclusives, potser l'única que va experimentar, en l'aparent senzillesa dels seus versos, l'ardu intent de trencar el condicionament dels mitjans expressius per redimir, de vegades amb resultats no pobres, la seua recerca lírica a partir dels esbossos estrets de la imatge en color i l'atractiu limitant però irresistible per a la categoria humorística en què una gran part de la producció poètica de Màntua es va veure obligada i alentida".

### Les poesies en toscà
En els poemes escrits en toscà es pot comprovar com Buelloni tenia "un talent natural combinat amb un estil i una tècnica no divorciats dels excel·lents coneixements dels grans mestres del segle XX, amb Giovanni Pascoli al capdavant".

## Obres
- Il canzoniere mantovano, 1929, en llombard
- La me musa la torna, 1931, en llombard.
- La cardensa in dal camin. Poesie, 1937, en llombard i en toscà
- I canti della via, 1947, en llombard i en toscà
- I me fior in vedrina, 1959, en toscà
- Al me rosari, 1969, en llombard
- L'ultima stagione, 1974, en llombard i en toscà
- Canti d'una vita, 1975, en toscà
- Poesie stramnade, 1980, en llombard i en toscà
- Poesie del vespero, 1984, en toscà i en llombard
- Poesie scelte, 1988, en toscà i en llombard